# Andrei Rațiu
Andrei Florin Rațiu (Nagyenyed, 1998. június 20. –) román válogatott labdarúgó, a Rayo Vallecano játékosa.

## Pályafutása

### Klubcsapatokban

#### Junior évek és Villareal
A Fehér megyei Nagyenyedben született, hatéves korában családjával Aragóniába költöztek. Az Andorra CF csapatánál ismerkedett meg a labdarúgással, majd csatlakozott a Villarrealhoz. 2016. augusztus 20-án debütált a C-csapatban a spanyol negyedosztályban, csereként lépett pályára a második félidőben az Alzira ellen idegenben elért 2–2-es döntetlen alkalmával. 2016. szeptember 14-én szerezte első élvonalbeli gólját, az Elche Ilicitano elleni 2–1-es idegenbeli győztes mérkőzésen.
2017. december 17-én debütált a B-csapatban, csereként Darío Povedát váltotta a Peña Deportiva ellen 3–2-re megnyert hazai mérkőzésen a spanyol harmadosztályban. 2018 augusztusától kezdve rendszeresen játszott a Villareal B-ben. 2019 április 18-án debütált a Villarreal első csapatában, a Valencia elleni derbin kezdőként lépett pályára az Európa Ligában.
2020. augusztus 4-én a holland ADO Den Haaghoz került kölcsönbe az szezon végéig. 2021. január 29-én visszatért a Villarrealhoz.

#### Huesca
2021. augusztus 4-én hároméves szerződést írt alá a spanyol másodosztályba kieső Huescával. Első gólját 2022. május 21-én szerezte, a Real Sociedad B ellen 3–2-re megnyert hazai mérkőzésen.

#### Rayo Vallecano
2023. augusztus 26-án ötéves szerződést kötött a La Ligában szereplő Rayo Vallecanóval. 2023. november 1-jén debütált, az Atlético Lugones elleni 6–0-s győztes meccsen a Spanyol kupában, és egy gólt is szerzett. Négy nappal később végigjátszotta a Real Madrid elleni bajnoki mérkőzést, amely gól nélküli döntetlennel ért véget.

### A válogatottban
2021. szeptember 2-án debütált a román válogatottban, az Izland ellen 2–0-ra megnyert 2022-es VB-selejtező mérkőzésen. A kezdőcsapat tagja volt, majd a 68. percben lecserélték. 2022. szeptember 26-án szerezte meg első gólját a válogatottban Bosznia-Hercegovina elleni 4–1-es vereség alkalmával.
2023-ban összesen öt alkalommal lépett pályára a 2024-es EB-selejtezőben, köztük kezdőként a Svájc ellen 1–0-ra megnyert mérkőzésen, mellyel Románia veretlenül nyerte meg az I. csoportot.
2024. június 7-én bekerült Románia 2024-es Eb-keretébe. Mindhárom csoportmérkőzésen kezdőként lépett pályára, valamint a Hollandia elleni nyolcaddöntőben is, amelyen csapatával vereséget szenvedett és kiesett a tornáról. A torna ideje alatt kékre festett haja miatt kapta a „Sonic” becenevet, amelyet a japán Sonic the Hedgehog karakter ihletett.

#### Góljai a román válogatottban
| #  | Dátum                | Ellenfél            | Eredmény | Kiírás          | Esemény |
| -- | -------------------- | ------------------- | -------- | --------------- | ------- |
| 1. | 2022. szeptember 26. | Bosznia-Hercegovina | 4 – 1    | Nemzetek Ligája | 79'     |

## Sikerei, díjai
Villarreal
- Európa-liga győztes: 2020–21

## Fordítás
- Ez a szócikk részben vagy egészben  az   Andrei Rațiu című angol Wikipédia-szócikk fordításán alapul.  Az eredeti cikk szerkesztőit annak laptörténete sorolja fel. Ez a jelzés csupán a megfogalmazás eredetét és a szerzői jogokat jelzi, nem szolgál a cikkben szereplő információk forrásmegjelöléseként.

### Közösségi platformok
- Andrei Rațiu az Instagramon

### Egyéb weboldalak
- Andrei Rațiu adatlapja a National Football Teams oldalán (angolul)
- Andrei Rațiu adatlapja a Transfermarkt oldalán (angolul)
- Andrei Rațiu adatlapja a Soccerway oldalon (angolul)
- Andrei Rațiu adatlapja a BDFutbol oldalán (angolul)
- Andrei Rațiu adatlapja a LaPreferente oldalán (spanyolul)